# Breitenwang
Breitenwang é um município da Áustria, situado no distrito de Reutte, no estado do Tirol. Tem 18,94 km² de área e sua população em 2019 foi estimada em 1.464 habitantes.